# Lilo (entreprise)
Pour les articles homonymes, voir Lilo.
Lilo est une entreprise numérique française à l’origine du moteur de recherche écologique et solidaire Lilo.org, qui finance des projets sociaux et environnementaux, choisis par les internautes. 

## Histoire
Lilo a été fondé en 2014 par deux jeunes ingénieurs français, Clément Le Bras, diplômé de l'école des mines de Paris (2014) et Marc Haussaire, diplômé de l'Institut national des Sciences appliquées de Rennes (2006). Lancée en 2015, la start-up collecte 5 000 €, le 30 juin 2015, sur la plateforme de financement participatif Ulule[source secondaire souhaitée]. 
En juillet 2017, Lilo développe une messagerie web. Se voulant écoresponsable, sans publicité et respectueuse de la vie privée de ses utilisateurs, elle s’est financée sur participation libre. La fermeture du service de courriel est annoncée pour le 31 décembre 2022, et il est proposé aux titulaires d'un compte de transférer le contenu et la gestion de l'adresse courriel à Mailo.
En mai 2025, Lilo est racheté par Qwant.
Le moteur de recherche s'appelle ainsi puisque  « Lilo » veut dire « généreux » en hawaïen.

## Fonctionnement
Lilo finance des projets sociaux et environnementaux choisis par les internautes grâce aux liens publicitaires qui s’affichent et sont présentés comme tels (mention « annonces ») sur son moteur de recherche,. Ce modèle publicitaire ne requiert pas de collecter les données personnelles des utilisateurs. Lilo propose aux internautes de choisir les projets sociaux et environnementaux qu’ils souhaitent soutenir.
Sur le moteur de recherche, l’utilisateur est crédité d’« une goutte d’eau » à chaque recherche. Il choisit ensuite le projet auquel il souhaite contribuer, en répartissant les gouttes d’eau collectées. Lilo redestribue 80% de ses bénéfices. La valeur de la goutte est déterminée au prorata du chiffre d’affaires réalisé et du nombre de gouttes d’eau reversées.

## Technologie
Lilo est un moteur de recherche utilisant une technologie de métamoteur : il loue les algorithmes d'autres moteurs de recherche, tels que Bing, et collabore avec différents acteurs (tels que Pages Jaunes, Google et Yahoo) pour restituer des résultats de recherche.
Lilo propose des extensions pour utiliser son moteur de recherche depuis les principaux navigateurs web (Chrome, Edge, Firefox, Opera, Safari). Lilo est également accessible sur mobile, sous Android et iOS.

## Collectes et financements
Lilo consacre la moitié de son chiffre d’affaires au financement de ces projets, classés en 3 catégories : venir en aide à ceux qui en ont le plus besoin, agir pour l’environnement et défendre la cause animale.
Les projets soutenus sur Lilo sont portés par des structures légales de l’économie sociale et solidaire (associations, ONG, fondations ou encore fonds de dotation). Ils sont classés en trois catégories sur Lilo : venir en aide à ceux qui en ont le plus besoin, protéger l’environnement, et défendre la cause animale. Lilo recense des projets de toute taille, portés par des hôpitaux (Hôpital Necker-Enfants Malades, CHU de Lille…) et des associations actives à l’échelle d’une région ou d’un département, (Sylvae). Lilo met en avant les projets dont elle propose le soutien aux internautes à travers des vidéo-reportages qu’elle conçoit et diffuse auprès de ses utilisateurs.
En avril 2016, Lilo franchit le cap des 50 000 euros collectés, celui des 100 000 € en septembre, puis en 2018, celui du 1er million d’euros collectés. Le chiffre d'affaires s'élève à la fin de l'année 2018 à 1 743 110 euros et à la fin de l'année 2019 à 2 575 300 euros (ayant augmenté de 47,74%) . En novembre 2021, Lilo passe le cap des 4 millions d’euros collectés par des centaines de projets bénéficiaires en France, puis le cap des 5 millions en 2023.

## Société
La société a un capital déclaré de 9 850 € et son siège se situe au 19, avenue d'Italie 75013 Paris. Clément Le Bras est président et Marc Haussaire est directeur général. Le premier agit alors en tant que CEO et le deuxième en tant que CTO.
Depuis juin 2019, Lilo est dirigé par Sophie Bodin qui succède à Clément Le Bras en tant que CEO et Seth Amegavie qui succède à Marc Haussaire en tant que CTO.